# Алиса знает, что делать!
«Али́са зна́ет, что де́лать!» — российский фантастический мультипликационный сериал для детей, снятый по мотивам серии книг «Приключения Алисы» советского писателя Кира Булычёва про Алису Селезнёву. Премьерный показ сериала начался 16 ноября 2013 года на телеканале «СТС». 3 февраля 2014 года его показ стартовал на телеканале «Карусель».
Это первая экранизация про Алису Селезнёву, в которой многие эпизоды являются оригинальными и не основаны на книгах Кира Булычёва, и первая экранизация, сделанная в компьютерной графике. Анимация некоторых серий выполнена украинской анимационной студией «Poplavok». По сериалу планировался полнометражный мультфильм «Мой супер-папа», но был снят только тизер в 2017 году

## Эпизоды

### Сезон 1
| № серии | Название серии               | Дата выхода                      | Описание |
| ------- | ---------------------------- | -------------------------------- | --- |
| 1       | «Тайна последнего истинокса» | 16 ноября 2013                   | С далекой планеты Верум отец Алисы - Профессор Селезнёв - привозит истинокса - загадочное существо, обладающее даром предсказаний. Неожиданно коллега Селезнёва - доктор Гильям похищает истинокса, успевшего полюбиться Алисе и ее друзьям. Алиса спешит на помощь своему новому другу. |
| 2       | «Опасные иллюзии»            | 23 ноября 2013                   | Родители Алисы много работают и редко бывают дома. Алиса сильно скучает по ним. Она решает отправиться вслед за отцом на планету Иллапис, куда его вызвали для изучения необычных миражей. Истинокс Пупер пытается удержать Алису от поездки - он чувствует, что девочке и ее отцу грозит опасность. |
| 3       | «Капитаны»                   | 30 ноября 2013                   | Команда Алисы проигрывает школьный матч и лишается поездки на галактическую супергонку на балунах. Маша Белая чувствует себя виноватой в проигрыше команды и, пытаясь загладить свою вину перед друзьями, тайно договаривается с принцем Талгутом об участии ребят в другой гонке на отсталой планете Сафалари. Она не знает, что принц обманул ее и невинное развлечение может плохо закончиться для нее и ее команды. |
| 4       | «Равновесие»                 | 7 декабря 2013                   | Сестры Маша и Наташа Белые совсем не похожи друг на друга и постоянно ссорятся. После очередной размолвки они расходятся в разные стороны и встречают двух странных существ - сводных братьев с планеты Ба. Необычное знакомство помогает братьям найти общий язык и мирит Машу и Наташу. |
| 5       | «Мозги прочь!»               | 14 декабря 2013                  | Арик находит в архиве своего деда - Академика Сапожкова - старую студенческую работу и решает по ней сконструировать экспериментальную модель ментального проводника - прибора, способного скачивать информацию из любого мозга. Профессор Гильям, хитростью выбравшийся из Галактической тюрьмы, предлагает Арику свою помощь. Эксперимент, проводимый Ариком, грозит обернуться катастрофой для Маши Белой и самого незадачливого экспериментатора. Успеет ли Алиса спасти своих друзей? |
| 6       | «Оракул на пенсии»           | 21 декабря 2013                  | Алисе Селезнёвой и её школьным друзьям предстоит написать сложное сочинение на неизвестную тему. Кто-то из её одноклассников пытается подготовиться, кто-то возлагает надежды на счастливые амулеты, все переживают и волнуются. И только Алиса абсолютно спокойна, ведь у нее дома живёт настоящий оракул — истинокс Пупер! Но что случится, если Пупер вдруг поймёт, что его дар предсказания безвозвратно утерян? |
| 7       | «Игры без правил»            | 28 декабря 2013                  | Папа Алисы Селезнёвой и академик Сапожков приглашены на торжественную церемонию открытия Галактического музея на Плутоне. Они в числе самых выдающихся ученых галактики собираются оставить свои отпечатки в звездах на аллее научной славы. Алиса, конечно же, полетит вместе с отцом -- кто-то же должен запечатлеть это яркое событие на фотоснимках! Но в это же время на Плутоне начинается затмение, которое грозит погубить всех и обернуться катастрофой межгалактического масштаба. Успеют ли Алиса и её верный друг Арик Сапожков придумать выход из сложившейся ситуации? |
| 8       | «Песенный поединок»          | 6 апреля 2014, 12 апреля 2014    | На престол планеты Кантикл совсем скоро должен взойти наследный принц Такле. Уже назначен день, когда состоится церемония коронации, на которой принц, согласно многовековой традиции, должен исполнить гимн планеты. Однако оказывается, что на королевский престол есть и другие претенденты, которые осмелятся вызвать принца на песенный поединок. |
| 9       | «Взрывные детишки»           | 19 апреля 2014, 26 апреля 2014   | Межгалактический браконьер Магусис, охотящийся за редкими видами животных, решает провернуть выгодную сделку и похищает плазмусов. Плазмусы, согласно открытию археолога Громозеки, являются детьми матери-звезды, согревающей планету Блук. Стремление Магусиса к наживе грозит обернуться экологической катастрофой. Археолог Громозека пытается предупредить полицию. Смогут ли Алиса Селезнева и ее верный друг Леха Тетерин спасти ситуацию? |
| 10      | «Золотые балуны»             | 3 мая 2014                       | Кажется, Лёха Тетерин не на шутку влюбился в Алису Селезневу и мечтает о взаимности. Но Алисе не до глупостей - не за горами межгалактический турнир по гонкам на балунах, нужно готовиться и обязательно победить! У Лёхи есть единственная возможность привлечь внимание Алисы к себе - принять участие в соревнованиях и выиграть у неё любой ценой. Вот только что случится, если цена окажется слишком высокой? |
| 11      | «Заложники Дибалы»           | сентябрь 2014                    | Мама Алисы приглашена на далекую планету Дибала, славящуюся на всю галактику своим вкуснейшим попкорном. Местный делец, глава попкорновой корпорации Здоб пригласил архитектора Селезневу, чтобы она спроектировала ангар для его новых супер-современных роботов. Но планы Здоба неожиданно нарушают местные жители, захватив в плен ненавистного бизнесмена вместе с алисиной мамой. Алиса должна отправиться на Дибалу, чтобы спасти маму. |
| 12      | «Совершенство»               | сентябрь 2014                    | Домашний робот семьи Селезневых Поля сошел с ума - гоняется за Пупером по всей квартире и твердит, как заведенный: "Совершенство! Совершенство!" Оказывается, виной всему - формула, спрятанная в прошивке Поли и написанная самим гением кибернетики Филиппом Солеко. Починить Полю можно только расшифровав секретную формулу. Арик Сапожков и Алиса Селезнева отправляются в опасное путешествие на далекий астероид. |
| 13      | «Воскресная уклонистка»      | 23 декабря 2014                  | У Алисы Селезневой куча дел - и с друзьями встретиться нужно, и с Пупером погулять, да еще и папа просит сходить с ним на какой-то очень важный званый обед... Жаль, на Земле запрещено клонирование! Было бы здорово отправить пару клонов выполнять свои обязанности. Неожиданно в руки Алисы попадет прибор для создания клонов. И вот уже самой Алисе угрожает серьезная опасность. |
| 14      | «Не родись красивым»         | 28 февраля 2015                  | Внешность нового одноклассника очень не нравится первой красавице школы, гордячке Наташе Белой. Она открыто смеется над новеньким и норовит всячески его обидеть. Алиса Селезнева и Маша Белая решают помочь новенькому и заодно проучить зазнайку Наташу. |
| 15      | «Энергия прошлого»           | 14 марта 2015                    | Алисе Селезневой очень не нравится ее детская фотография, которую родители выбрали для отправки в семейный архив, хранящийся в межгалактическом музее на Плутоне. Родители пытаются объяснить Алисе, что память о прошлом - прочный фундамент и основа любой семьи. Но Алиса решает удалить фотографию и отправляется на Плутон. Она даже не предполагает, какой страшной опасностью обернется ее поступок. |
| 16      | «Устаревшие модели»          | 21 марта 2015                    | Поля, домашний робот семьи Селезневых, уверен, что ему живется очень несладко. У него куча домашних обязанностей: квартиру убирай, пирожки пеки, выходки нахального Пупера терпи. Но самое обидное - чтобы он ни делал, как бы ни старался угодить хозяевам – все без толку, никто не ценит его труд. А все потому, что он – старая модель, его держат из жалости! В день ежегодного тех.осмотра Поля решает изменить свою судьбу и уговаривает Машу Белую отвезти его на планету Шелезяка, где живут такие же устаревшие модели, как и он сам. Он уверен, что там его ждут родственные души, все будут его любить и относиться к нему с почтением. Но что случится, если надежды Поли будут обмануты, а жизнь Маши окажется в смертельной опасности? |
| 17      | «Долой креатив!»             | 17 мая 2015                      | Таинственный профессор Виктимок в своей лаборатории ставит опасные опыты по вживлению мозговых имплантов. Но даже в Академии наук не верят в успех экспериментов Виктимока. Леха Тетерин, обиженный на Алису за ее насмешки, хочет с помощью "волшебного" импланта получить способность красиво говорить. Вместе с истиноксом Пупером Леха отправляется в секретную лабораторию доктора Виктимока. Однако на деле превращение Лехи в "суперумника" грозит обернуться серьезной опасностью... |
| 18      | «Гуманитарная помощь»        | 24 мая 2015                      | У Арика Сапожкова новое изобретение – гравитатор-улегчитель. С его помощью Арик легко поднимает не только тяжелые предметы, но и Машу с Петровичем. Рассерженный учитель отправляет Арика на трудовую практику в Галактический музей на Плутоне. С помощью своего изобретения Арик легко справляется с заданием. Однако неожиданно гравитатор оказывается в руках подозрительного незнакомца… |
| 19      | «Подмена растронаса»         | 31 мая 2015                      | Профессор Селезнев просит Алису помочь ему в зоопарке: нужно прочистить нос редкому животному растронасу. Но Алиса посылает вместо себя Пупера. Неожиданно вслед за Пупером в зоопарк проникает таинственный незнакомец, который подменяет растронаса на другого. Алисе предстоит разобраться в загадочной подмене и вернуть редкое животное в зоопарк. |
| 20      | «Старики-разбойники»         | 7 июня 2015                      | Знаменитый сыщик Холмов отправлен на пенсию, но никак не может смириться с этим. Еще совсем недавно Холмов был настоящим героем, победившим самого робота Фрекена. Но теперь Холмов забыт и никому не нужен. Но Холмов знает, как вернуть былую славу. |
| 21      | «Зелёная месть»              | 1 октября 2015, 17 октября 2015  | У Наташи Белой проблема - маленький прыщик на носу ставит под угрозу ее участие в школьной фотосессии. Чтобы исправить ситуацию, Наташа обращается за помощью к ведущей популярного блога о красоте Фее Анжелине, сотруднице косметической фирмы "Ангелони". Только Наташа еще не знает, что косметика Анжелины запрещена к использованию, а сама Фея Анжелина мечтает отомстить "Ангелони". |
| 22      | «Льстец, льстец»             | 24 октября 2015, 31 октября 2015 | Истинокс Пупер снова мечтает о славе. Ему приходится придумывать разные уловки и даже идти на лесть, чтобы уговорить Леху Тетерина поехать с ним на галактический конкурс животных. Однако, оказавшись на конкурсе, Пупер обнаруживает, что быть льстецом иногда опасно. |
| 23      | «Наука юмора»                | 12 декабря 2015, 19 декабря 2015 | Арик Сапожков никак не может научиться шутить. Как ни старается, друзья не смеются. Не помогает даже книга, написанная профессором юмора Ридиком. Но чего не сделаешь, чтобы повеселить друзей? Арик решает записаться к Ридику в ученики, даже не подозревая, насколько труден может быть путь к настоящему юмору. |
| 24      | «Даже не думай!»             | 11 января 2016, 16 января 2016   | Алиса и ее друзья решили пройти все уровни новой интерактивной игры «Планетариум». Но Алиса уверена, что в одиночку она справилась бы с игрой быстрее. Неожиданно искусственный интеллект игры предлагает ребятам новые условия: победить сможет только один из них, только один станет настоящим Королем игры. Каждый сам за себя или один за всех и все за одного? Друзья оказываются перед трудным выбором… |

#### «Алиса Club»
| № серии | Название серии | Дата выхода      | Описание |
| ------- | -------------- | ---------------- | --- |
| 1       | «Супермен»     | 15 апреля 2017   | Наташа Белая учит свою сестру Машу женским секретам - как обратить на себя внимание мальчиков. Но Маша воспринимает советы сестры слишком буквально, из-за чего попадает в забавную ситуацию. |
| 2       | «Любовь зла»   | 30 апреля 2017   | Чтобы получить больше внимания и заботы, истинокс Пупер решил перепрограммировать домашнего робота Полю. Но Поля и сам не прочь подшутить над своим другом.                                   |
| 3       | «Свидание»     | 21 сентября 2017 | Лёха Тетерин продолжает мечтать о взаимной любви к Алисе Селезнёвой. Но не всё так просто. |

## Персонажи и актёры озвучивания
| Имена персонажей                                                                           | Описание персонажей | Актёры озвучивания                                                           |
| ------------------------------------------------------------------------------------------ | --- | ---------------------------------------------------------------------------- |
| Алиса Селезнёва                                                                            | Девочка школьного возраста (12 лет), живущая в футуристической Москве конца XXI века. Дочь профессора Игоря Селезнёва (специалиста по космической биологии), побывала на 20 планетах, дружит с полевым агентом 003 ИнтерГпола Корой Орват и комиссаром Милодаром. За заслуги перед народами Галактики удостоена ряда почётных титулов. Внешность: светловолосая девочка с голубыми глазами невысокого роста и спортивного сложения, одетая обычно в «мужскую» одежду (шорты и майка, не скрывающая живот, либо комбинезон). | Дарья Мельникова                                                             |
| Кира Селезнёва, мать Алисы                                                                 | | Анна Ардова                                                                  |
| Василий Петрович, робот-учитель                                                            | Учитель в школе. | Армен Джигарханян (первые серии), Виктор Андриенко (6—9, 16—17, 20—21 серии) |
| Профессор Игорь Селезнёв, Робот Вожак (16 серия), Анур (2 и 22 серия), Магусис (9 серия)   | Профессор Игорь Селезнёв — отец Алисы, профессор космозоологии, директор московского космического зоопарка «КосмоЗоо». Крупнейший в Галактике специалист по созданию и селекции космических животных. Женат на космическом архитекторе по имени Кира, которая обычно в разъездах и дома редко появляется. Профессор часто летает на корабле «Пегас» с капитаном Полосковым и механиком Зелёным на поиски новых животных. | Алексей Колган                                                               |
| Наташа Белая                                                                               | Сестра-близнец Маши Белой, одноклассница Алисы, дружит с дельфинами Гришкой и Медеей, которые живут на биостанции. | Мирослава Карпович                                                           |
| Маша Белая, Шоувумен (2 и 22 серии), Голос игры (24 серия)                                 | Маша Белая — сестра-близнец Наташи Белой, одноклассница Алисы, дружит с дельфинами Гришкой и Медеей, которые живут на биостанции. | Ольга Сирина                                                                 |
| Громозека                                                                                  | Профессор космоархеологии, инопланетянин с планеты Чумароза. Давний друг профессора Селезнёва и Алисы, иногда берёт их с собой в экспедиции. | Дмитрий Назаров                                                              |
| Арик Сапожков                                                                              | Одноклассник Алисы. | Ирина Гришина                                                                |
| Робот Поля, Доктор Гильям                                                                  | Поля — робот-домработник, живущий в доме Селезнёвых. | Валерий Сторожик                                                             |
| Алексей (Лёха) Тетерин                                                                     | Одноклассник и ровесник Алисы. Влюблён в неё, но о том, что его чувства взаимны, не догадывается. Прототипом героя послужил Пашка Гераскин. | Прохор Чеховской                                                             |
| Истинокс Пупер                                                                             | Животное с планеты Верум, представитель полуразумного вида, обладающего коллективной способностью к предсказаниям. Впоследствии получает большую часть коллективного разума, становится разумным и говорящим и переселяется в квартиру Селезнёвых. Ленив и эгоистичен, но предан своим друзьям и всегда готов им помочь. В одиночку практически потерял способность предсказывать. | Евгений Донских                                                              |
| Дед Арика, Шериф (2 серия), Малый Великан (7 серия)                                        | | Александр Лобанов                                                            |
| Чиновник Селге, Ушан, Бер (4 серия), Ик (4 серия), Бол (22 серия), Сыщик Холмов (20 серия) | | Александр Пожаров                                                            |
| Ридик (23 серия)                                                                           | | Гарик Харламов                                                               |
| Механик Зелёный (2 серия)                                                                  | Филидор Зелёный — бортмеханик космического корабля «Пегас». | Игорь Тарадайкин                                                             |
| Жане (19 серия)                                                                            | | Андрей Бирин                                                                 |
| Анжелина (21 серия)                                                                        | | Александра Урсуляк                                                           |
| Здоб (11 серия)                                                                            | | Гоша Куценко                                                                 |

## Отзывы и оценки
На сайте «Кино-Театр» сериал оценили очень положительно: «Отличное компьютерное 3D, классный монтаж и спецэффекты, свет, цвет, звук, технически сериал сделан просто великолепно»; «совершенно беспрецедентный для России проект», «очень качественный продукт, который, есть все основания надеяться, разовьется в скором времени до блестящего, яркого, захватывающего проекта».
Журнал «Мир фантастики» отнёс сериал к «спорным» экранизациям «Алисы», отметив, что он рассчитан строго на детей, а не на ностальгирующих поклонников Булычёва. В издании отметили, что Алиса в сериале не похожа на книжную, но у неё яркий характер; критиковали жанровые клише, сумбурность и «бесящего» Пупера, но похвалили за энергичность — «дети скучать точно не будут». В журнале Time Out сериал тоже назвали «одной из самых противоречивых экранизаций булычевских произведений», которая не имеет к Булычёву почти никакого отношения, и критиковали сериальный образ Алисы за агрессивность и эгоизм, но отметили, что технически сериал снят «максимально грамотно».

## Награды
- В 2014 году мультсериал «Алиса знает, что делать!» был отмечен на XIX Открытом российском фестивале анимационного кино в Суздале в специальной номинации «Анимационный сериал с наибольшим международным потенциалом». Как победитель в номинации проект был приглашён в Канны на международную выставку детского контента MIPJunior (11-12 октября 2014 года), где он был впервые представлен зарубежной аудитории[8][9][10].
- В 2014 году на VIII Большом фестивале мультфильмов в Москве сериал «Алиса знает, что делать! Взрывные детишки» Сони Романовой и Юли Белявской отмечен детским жюри «специальным упоминанием за современный дизайн и драматургию»[11].
- В 2014 году на XIX Международном кинофестивале детского и молодёжного анимационного кино «Золотая рыбка» в Москве цикл фильмов «Алиса знает, что делать!» (Россия, «Анимационная студия „Москва“») награждён профессиональным жюри призом «За серьёзность подхода к жанру анимации для детей»[12].